# بریتنی سایکس
بریتنی سایکس (انگلیسی: Brittney Sykes؛ زادهٔ ۷ فوریهٔ ۱۹۹۴) بازیکن بسکتبال اهل ایالات متحده آمریکا است.